# Skomager
En skomager er en person, der håndfremstiller og reparerer sko. Det er et ældgammelt erhverv, da mennesket har brugt sko i umindelige tider, men efterhånden er de håndfremstillede sko trængt i baggrunden af de industrielt fremstillede. Traditionelt har skomagere udført læderarbejde til at fremstille sko af læder.
Når sko skal repareres anvendes typisk en skomagerlæst.
I middelalderen blev en skomager også kaldt for en suder. På dette tidspunkt bar man ofte klamper eller patiner under skoene for at beskytte mod koldt eller vådt vejr. Klamperne skånede skosålerne og hævede dem over den kolde jord. En klamphugger er således en, der hugger klamper til sko. Siden har udtrykket fået en nedsættende betydning om en håndværker, der udfører et elendigt stykke arbejde.
I moderne tid er håndlavede sko hovedsageligt en luksusvare. Skomagere laver også sko til folk med særlige behov, eksempelvis, hvis man har klumpfod.

## Kendte skomagere
- Church's
- Crockett & Jones
- Ed Meier
- Edward Green
- John Lobb Bootmaker